# Хёй, Майкл
Майкл Хёй Квун Ман (англ. Michael Hui Koon-man, кит. упр. 許冠文; 3 сентября 1942) — гонконгский актёр, режиссёр, продюсер и сценарист.

## Биография
Майкл Хёй родился 3 сентября 1942 года в Паньюй, провинция Гуандун, Китай. У него было три брата Сэм Хёй, Рики Хёй, Стэнли Хёй и сестра Джуди Хёй. Семья мигрировала из материкового Китая в Гонконг в 1950 году и поселилась в бедном в то время районе Даймонд-Хилл.
Хёй учился в колледже Ла Саль, а затем получил степень по социологии в Объединенном колледже Китайского университета Гонконга.
Майкл начал свою карьеру ведущим викторин на TVB. Затем он перешел с телевидения в кино. Первой его работой стала роль в фильме «Полководец» (1972) тайваньского режиссёра Ли Ханьсяна, где он сыграл фарсового военачальника в постреволюционном Китае.
В 1974 году он вместе со своими братьями Рики и Сэмом при поддержке компании Golden Harvest основал собственную кинокомпанию Hui Film Company. В период с 1974 по 2000 год он создал более 20 комедийных фильмов, пять из которых стали кассовыми хитами года в Гонконге. Эти произведения стали безумно популярны среди рабочего класса в 1970-х и начале 1980-х годов: «Игры игроков» (1974), «Частные детективы» (1976), «Контракт» (1978) и «Безопасность без границ» (1981), последняя из которых принесла ему первую Гонконгскую кинопремию за лучшую мужскую роль на 1-й Гонконгской кинопремии. Эти картины часто рассматриваются как эталонные комедии, заложившие начало формирования уникального жанра мо лей тау.
В 1980-х годах Хёй разработал новый жанр сатирической комедии, в котором он использовал свой невозмутимый юмористический стиль, используя сюжетную линию, более ориентированную на персонажей. Некоторые из его наиболее известных работ появились в этот период. Хёй часто изображал типичного бездельника, который живёт в помешанном на деньгах гонконгском обществе.
В 1990-х и 2000-х годах Майкл продолжал сниматься и продюсировать свои собственные комедии, хотя и с меньшим успехом. В 2006 году выходит картина «Роб-Би-Гуд», где снялся вместе с Джеки Чаном и Луиc Ку. В 2016 году он снялся в тайваньской чёрной комедии «Счастливого пути», за которую был номинирован на премию «Золотая лошадь» как лучший актёр.
30 октября 2021 года состоялась 15-я церемония вручения премии Hong Kong Arts Development Awards, организованная Советом по развитию искусств Гонконга. Хуэй был одним из лауреатов премии за выдающийся вклад в искусство, за его активное участие в кинопроизводстве в качестве режиссёра, сценариста и актёра.

## Избранная фильмография
| Год  | Название                         | Режиссёр | Сценарист | Продюсер | Актёр |
| ---- | -------------------------------- | -------- | --------- | -------- | ----- |
| 1972 | Полководец                       |          |           |          | Да    |
| 1974 | Игры игроков                     | Да       | Да        |          | Да    |
| 1976 | Частные детективы                | Да       | Да        |          | Да    |
| 1981 | Безопасность без границ          | Да       | Да        |          | Да    |
| 1981 | Гонки «Пушечное ядро»            |          |           |          | Да    |
| 1983 | След                             |          | Да        | Да       |       |
| 1984 | Теппаньяки                       | Да       | Да        |          | Да    |
| 1985 | Мистер Бу и Пом Пом              |          |           |          | Да    |
| 1986 | Инспектор Шоколад                |          | Да        | Да       | Да    |
| 1988 | Разговор цыплёнка с уткой        |          | Да        | Да       | Да    |
| 1989 | Ток-шоу знаменитостей            |          |           |          | Да    |
| 1989 | Мистер Кокос                     |          | Да        | Да       | Да    |
| 1990 | Первая полоса                    |          | Да        | Да       | Да    |
| 1991 | Вечеринка многочисленной семьи   |          |           |          | Да    |
| 1992 | Волшебное прикосновение          | Да       | Да        | Да       | Да    |
| 1993 | Всегда в моих мыслях             |          |           |          | Да    |
| 1997 | Китайская шкатулка               |          |           |          | Да    |
| 2004 | Тройка                           |          |           |          | Да    |
| 2004 | Фантазия                         |          |           |          | Да    |
| 2006 | Роб-Би-Гуд                       |          |           |          | Да    |
| 2012 | Вознаграждение                   |          |           |          | Да    |
| 2014 | Удалить мою любовь               |          |           |          | Да    |
| 2016 | Счастливого пути                 |          |           |          | Да    |
| 2018 | Спецагент мистер Чан             |          |           |          | Да    |
| 2021 | Всё, что тебе нужно — это любовь |          |           |          | Да    |
| 2022 | Куда дует ветер                  |          |           |          | Да    |
| 2024 | Последний танец                  |          |           |          | Да    |
| 2024 | Обвинитель                       |          |           |          | Да    |

## Награды и номинации
| Год  | Премия                 | Категория                   | Фильм                   | Результат |
| ---- | ---------------------- | --------------------------- | ----------------------- | --------- |
| 1982 | Гонконгская кинопремия | Лучший актёр                | Безопасность без границ | Победа    |
| 2022 | Гонконгская кинопремия | Награда за вклад в развитие | -                       | Победа    |
| 2023 | Гонконгская кинопремия | Лучший актёр второго плана  | Куда дует ветер         | Победа    |